# The Kingdom Tour

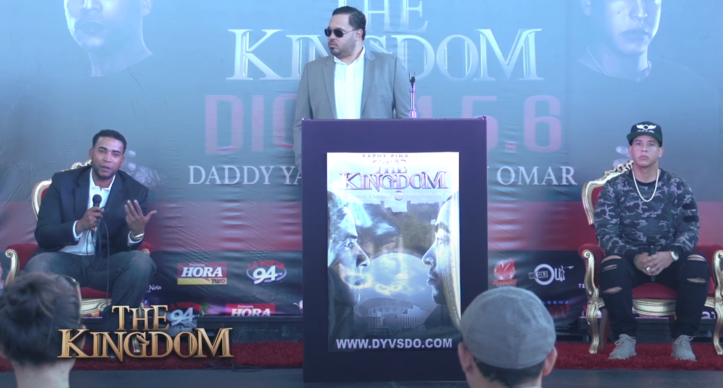
Presentación de la gira, Don Omar y Daddy Yankee junto a Raphy Pina

The Kingdom fue una gira de conciertos coprotagonizados por los artistas Daddy Yankee y Don Omar, anunciada el 5 de diciembre de 2015 y que contemplaba 60 fechas de conciertos que se realizarían a lo largo de 2 años en Puerto Rico, Estados Unidos y varios países de Latinoamérica. En cada uno de estos conciertos ambos artistas se enfrentarían musicalmente con sus respectivas presentaciones y el público decidiría a un ganador entre los dos, a través de una votación al final de cada show. Además, se incluía un programa de TV y un álbum de los dos artistas. Sin embargo, solo se alcanzaron a realizar 9 de estas fechas, tras lo cual el tour fue cancelado.
El último show de esta gira fue la primera fecha que se realizaba en el MGM Grand Las Vegas, donde Don Omar abandonó el recinto antes de finalizar el show. En un inicio se argumentó que esto se debió a problemas técnicos que se dieron en el recinto, pese a los rumores que había sobre problemas personales entre ambos artistas. Sin embargo, en el año 2022 ambos artistas se han referido a este suceso a través de entrevistas y han diferido en sus versiones sobre lo que ocasionó la cancelación del tour.

## Recepción
La gira hizo récords de ventas. se hizo una encuesta y revisión en la revista de Billboard sobre la gira en Who's the King of the Kingdom Tour. La gira hizo de taquilla en Los Ángeles California de Estados Unidos, $1,185,029 con asistencia de 15,578 con precios de 179,149 entre $ 99 y 39 pesos.
Los artistas fueron reconocido como Iconos del género Reguetón y hicieron una conferencia de prensa en Clash of Titans Panel de Billboard en el 2016.

## Presentaciones
La gira hizo presentaciones en Estados Unidos en Las Vegas en MGM Grand, Nueva York en Madison Squeare Garden, Orlando en Amway Center, Miami en Américan Arlines Arena, Los Ángeles en Staples Center. En Puerto Rico en el coliseo.

## Fechas
| Fecha                  | Ciudad      | País           | Recinto                                    |
| ---------------------- | ----------- | -------------- | ------------------------------------------ |
| 5 de diciembre de 2015 | San Juan    | Puerto Rico    | Coliseo de Puerto Rico José Miguel Agrelot |
| 6 de mayo de 2016      | Las Vegas   | Estados Unidos | MGM Grand Garden Arena                     |
| 30 de julio de 2016    | Nueva York  | Estados Unidos | Madison Squeare Garden                     |
| 6 de agosto de 2016    | Miami       | Estados Unidos | FTX Arena                                  |
| 7 de agosto de 2016    | Orlando     | Estados Unidos | Centro Amway                               |
| 27 de agosto de 2016   | Los Ángeles | Estados Unidos | Crypto.com Arena                           |

Taquillas de conciertos
| Ciudad      | País           | Asistencia     | Taquilla  |
| ----------- | -------------- | -------------- | --------- |
| San Juan    | Puerto Rico    | 45,752/ 50,947 | 3,165,545 |
| Las Vegas   | Estados Unidos | 7,515/ 8,005   | 489,247   |
| Los Ángeles | Estados Unidos | 15,578/ 15,578 | 1,185,029 |
| Orlando     | Estados Unidos | 6,305/ 12,382  | 510,787   |
| Nueva York  | Estados Unidos | 12,782/ 15,133 | 993,009   |